# Andrewsarchus mongoliensis
Az Andrewsarchus mongoliensis az emlősök (Mammalia) osztályának párosujjú patások (Artiodactyla) rendjébe, ezen belül a Cetancodontamorpha csoportjába tartozó fosszilis faj. Ezzel a besorolással, a legközelebbi rokonai a szintén fosszilis entelodontidák, továbbá a mai állatok közül a vízilófélék (Hippopotamidae) és a cetek (Cetacea) váltak. Korábban a mára már kihalt Mesonychia rendbe volt besorolva.
Az 1920-as években Mongóliában járt Roy Chapman Andrews vezette amerikai expedíció fedezte fel.

## Jellemzői
Koponyahossza elérte a 83,4 centimétert. Ez háromszor olyan hosszú, mint egy farkaskoponya, és kétszer olyan hosszú, mint a mai legnagyobb ragadozó, a Kodiak-medve (Ursus arctos middendorffi) koponyája. Az Andrewsarchus mongoliensis fogainak száma nem redukálódott, a metszőfogak feltűnően nagyok. A koponya hatalmas, oldalirányban kissé összenyomott, a száj nagyra tátható. A mellső és a hátulsó végtagokon négy ujj volt; a hüvelykujj elcsökevényesedett. Az ujjakon lévő paták a vízilovak és egyéb, primitív állatok patáira emlékeztettek. Az állat életmódjáról keveset tudunk: fogazata arra enged következtetni, hogy fő tápláléka hús volt, de alkalomadtán növényeket is fogyasztott.

## Képek

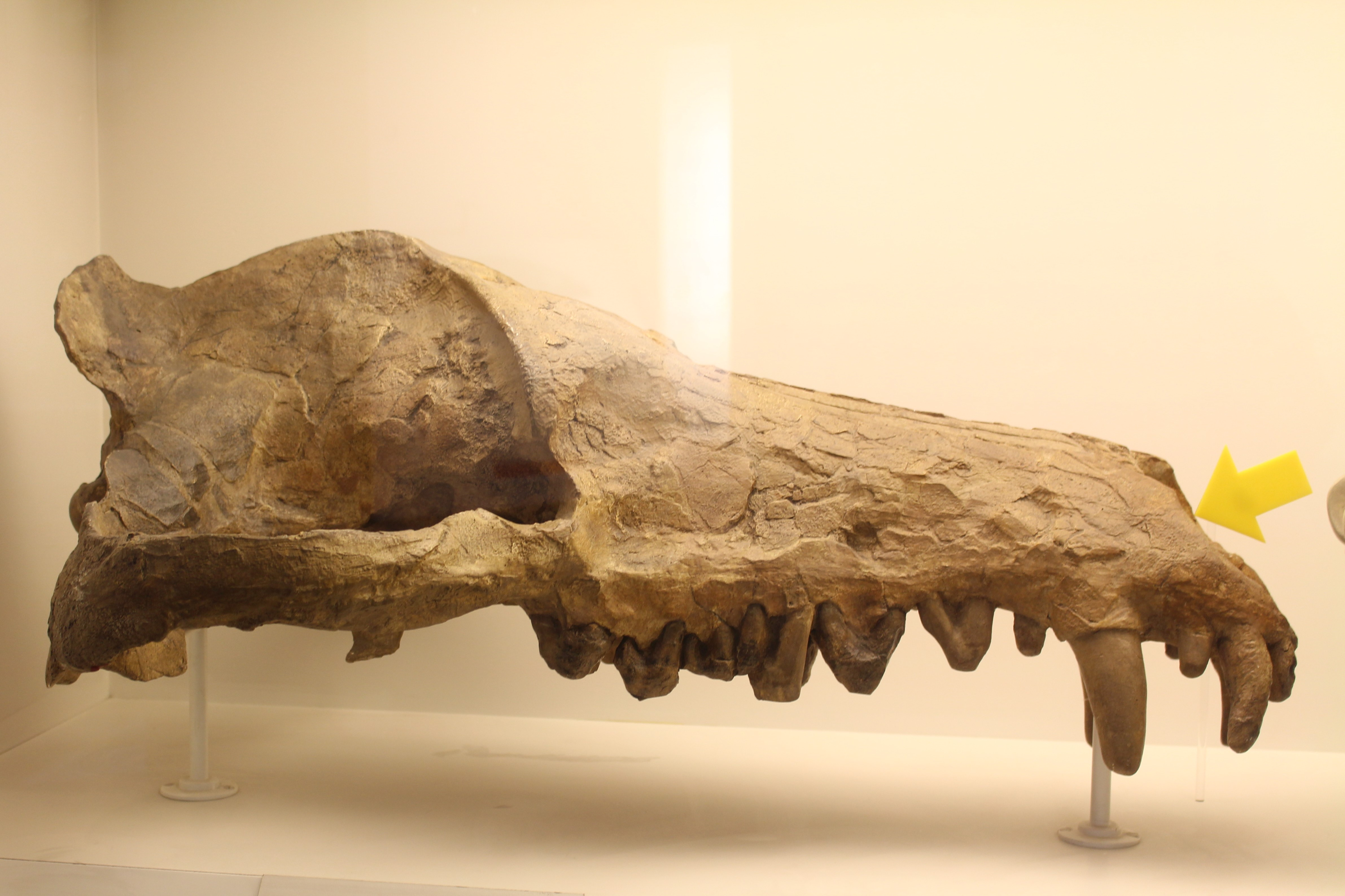
Az Andrewsarchus mongoliensis felső állcsontja az angliai Natural History Museum-ban
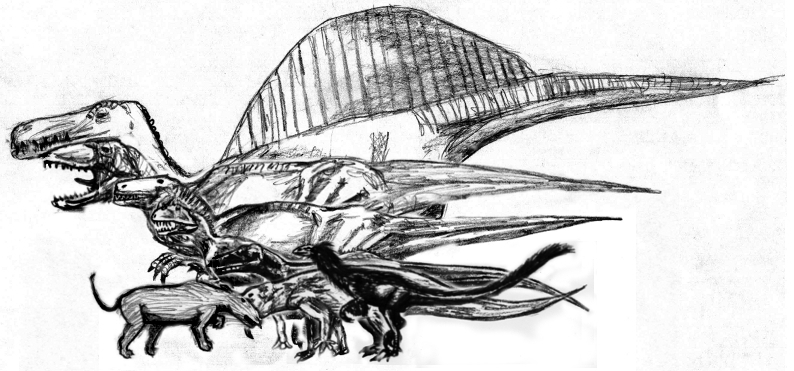
Néhány óriás ragadozó, köztük narancs színnel jelölt Andrewsarchus és az ember méretének összehasonlítása